# Mythic Quest
Production
Diffusion
Mythic Quest (aussi connu sous le nom de la première saison Mythic Quest : Le Festin du Corbeau) ou Quête Mythique au Québec est une série télévisée américaine créée par Rob McElhenney, Charlie Day et Megan Ganz qui suit les déboires des personnages de l’entreprise du jeu-vidéo Mythic Quest.
La première saison a commencé sa diffusion le 7 février 2020 sur Apple TV+, les épisodes 10 et 11 sont des épisodes spéciaux respectivement publiés le 22 mai 2020, et le 16 avril 2021. La deuxième saison a commencé sa diffusion le 7 mai 2021. Le programme est renouvelé pour les saisons 3 et 4, la 3e saison a été diffusée à partir du 11 novembre 2022.
Le programme reçoit majoritairement des critiques favorables.

## Synopsis
Cette série montre le destin mouvementé de l'équipe qui est à l'origine du plus grand jeu multijoueurs de tous les temps, Mythic Quest.
Durant la première saison baptisée Mythic Quest : Le Festin du Corbeau, l'équipe lance la plus grosse mise à jour du jeu depuis son lancement Le Festin du Corbeau, tout en réglant divers problèmes techniques et communautaires. Durant le cinquième épisode, Dark Quiet Death on découvre comment des locaux laissés à l'abandon sont devenus des studios de jeux vidéo.
Les épisodes 10 (En confinement) et 11 (Everlight) de la saison 1 présentent quant à eux les personnages pendant la pandémie de Covid-19, notamment lors du confinement et du retour au travail.
La seconde saison suit la recherche de nouveaux contenus potentiels pour le jeu, ou dans l'univers du jeu, cette saison se passe une fois le Covid-19 terminé. L'épisode 6, Trame de fond est l'épisode spécial de cette saison et il suit les débuts de C.W. Longbottom dans le monde littéraire. Cette saison n'a pas de nom complémentaire.

## Distribution
Sauf indication contraire, les informations mentionnées dans cette section peuvent être confirmées par la base de données cinématographiques IMDb,  présente dans la section « Liens externes ».

### Acteurs principaux
- Rob McElhenney (VF : Pierre Tessier) : Ian Grimm
- Ashly Burch (VF : Victoria Grosbois) : Rachel Meyee
- Jessie Ennis (VF : Joséphine Ropion) : Jo
- Imani Hakim (VF : Cerise Calixte) : Dana Bryant
- David Hornsby (en) (VF : Sébastien Desjours) : David Brittlesbee
- Charlotte Nicdao (en) (VF : Kelly Marot) : Poppy Li
- Danny Pudi (VF : Donald Reignoux) : Brad Bakshi
- F. Murray Abraham (VF : Féodor Atkine) : C.W. Longbottom (saisons 1 et 2)
- Naomi Ekperigin (VF : Laura Zichy) : Carol (récurrente saisons 1 et 2)

### Acteurs secondaires
- Caitlin McGee (VF : Ingrid Donnadieu) : Sue Gorgon (depuis la saison 1)
- Elisha Henig (VF : Julien Crampon) : Pootie Shoe (saison 1)
- Craig Mazin (VF : Eilias Changuel) : Lou (saison 1 - épisodes spéciaux)
- John DiMaggio (VF : Christophe Lemoine) : Dan Williams (saison 1)
- Aparna Nancherla (VF : Marie-Eugénie Maréchal) : Michelle (saison 1)
- Chris Naoki Lee (VF : Valéry Schatz) : Kevin (depuis les épisodes spéciaux)
- Jonathan Wiggs : Jonathan (épisodes spéciaux)
- Derek Waters (VF : Laurent Maurel) : Phil (depuis la saison 2)
- Humphrey Ker (VF : Emmanuel Garijo) : Paul (depuis la saison 2, invité saison 1)
- Mort Burke (VF : Romain Altché) : Anthony (saisons 2 et 3, invité saison 4)
- Ben Stillwell : Kai (saison 3)
- Austin Zajur : Travor (saison 3)
- Andrew Friedman (VF : Ludovic Baugin) : Andy (saisons 3 et 4)
- Michael Naughton (VF : Richard Leroussel) : Mikey (saisons 3 et 4)
- Alanna Ubach (VF : Isabelle Desplantes) : Shannon (saison 4, invitée saison 1 et 3)
- Chase Yi (VF : Arthur Khong) : Storm (saison 4)
- Karolina Szymczak (VF : Ana Neborac) : Anna (saison 4)

### Acteurs invités
- Jake Johnson (VF : Damien Ferrette) : Michael / Doc (saison 1, épisode 5)
- Cristin Milioti (VF : Jessica Monceau) : Bean (saison 1, épisode 5)
- Geoffrey Owens (VF : Christophe Peyroux) : Tom (saison 1, épisode 5)
- Anthony Hopkins (VF : Féodor Atkine) : le narrateur de l'épisode Everlight (saison 1, épisode 11)
- Jason Fuchs : Strauss (saison 2, épisode 3)
- Snoop Dogg (VF : Lucien Jean-Baptiste) : lui-même (saison 2, épisode 4)
- Parvesh Cheena (VF : Jérôme Berthoud) : Zack Bakshi (saison 2, épisode 4)
- Josh Brener (VF : Antoine Schoumsky) : C.W. Longbottom jeune (saison 2, épisode 6)
- Michael Cassidy (VF : Raphaël Cohen) : Peter Cromwell, jeune (saison 2, épisode 6)
- Shelley Hennig (VF : Anne Tilloy) : A.E. Goldsmith (saison 2, épisode 6) / Ginny (saison 2, épisode 7)
- Chet Grissom : Issac Asimov (saison 2, épisode 6)
- William Hurt (VF : Gabriel Le Doze) : Peter Cromwell, âgé (saison 2, épisode 7)
- Joe Manganiello (VF : David Krüger) : lui-même (saison 3, épisodes 4 et 9)
- Lindsey Kraft (VF : Barbara Tissier) : Sarah Grimm (saison 3, épisode 7)
- Hayley Magnus (VF : Laura Blanc) : Olivia Liwanag (saison 3, épisode 7)
- Casey Sander (VF : Hervé Jolly) : Joe (saison 3, épisode 7)
- Dion Basco (VF : Marc Perez) : Benito Liwanag (saison 3, épisode 7)
- Sam Witwer (VF : Thomas Roditi) : Ian Grimm Sr. (saison 3, épisode 7)
- Robert Picardo (VF : Bernard Bollet) : le principal Taggart (saison 3, épisode 7)
- Brittany Ross (VF : Lily Rubens) : Jackie (saison 4, épisode 2)
- Sophia Adele Saux (VF : Zina Khakoulia) : Yara (saison 4, épisode 5)
- Natasha Liu Bordizzo (VF : Lauriane Lemasson) : Tracy Liwanag (saison 4, épisode 6)
  - Alyssa Aure : Tracy Liwanag, jeune (saison 3, épisode 7)
- Travis Schuldt (VF : Raphaël Cohen) : Louis (saison 4, épisode 6)
- Donald Cerrone : lui-même (saison 4, épisode 8)
- Charlie Day (VF : Benoît Du Pac) : Spencer (saison 4, épisode 8)
- Andy LeBuhn (VF : Stanislas Forlani) : Jean-Georges (saison 4, épisode 10)

 Source et légende : version française (VF) sur RS Doublage

## Fiche  technique
Sauf indication contraire, les informations mentionnées dans cette section peuvent être confirmées par la base de données cinématographiques IMDb,  présente dans la section « Liens externes ».
- Titre original et français : Mythic Quest
- Titre québécois : Quête Mythique
- Création : Rob McElhenney, Charlie Day et Megan Ganz
- Réalisation : Rob McElhenney, Todd Biermann, David Gordon Green, Pete Chatmon, LP et Catriona McKenzie
- Scénario : Ashly Burch, Charlie Day, Megan Ganz, Rob McElhenney, John Harris, David Hornsby, Katie McElhenney et Aparna Nancherla
- Direction artistique : David DiGiacomo, Val Wilt, et Mark Worthington
- Décors : Amelia Brooke, David DiGiacomo, Walter Eckert et Nikki Rudloff
- Costumes : Traci Asher, Briana C. Moya, Luis G. Reyes, Tara Sanovich, Stephanie Siemens, Heather Karasek, Ariel Boroff et Marissa Maynes
- Photographie : Mike Berlucchi
- Montage : Trevor Penna, Steve Welch et Josh Drisko
- Musique : Takeshi Furukawa
- Casting : Nicole Abellera et Jeanne McCarthy
- Production : Jeff Luini et Chris Smirnoff
  - Consultant : Craig Mazin
  - Co-production : John Harris, Aparna Nancherla et Matt Woodall
  - Production exécutive : Charlie Day, Megan Ganz, Rob McElhenney, Jason Altman, Nick Frenkel, Gerard Guillemot, David Hornsby, Danielle Kreinik, Michael Rotenberg, David Gordon Green et Matt Thompson
  - Co-production exécutive : Chip Vucelich
- Sociétés de production : Lionsgate Television, 3 Arts Entertainment et Ubisoft Motion Pictures
- Société de distribution : Apple TV+
- Pays d'origine :  États-Unis
- Langue originale : anglais
- Format : couleur - 35 mm - 16/9 - son stéréo
- Genre : Comédie
- Durée : 24 à 35 minutes

## Production

### Développement
En août 2018, il a été annoncé qu'Apple TV avait commandé une nouvelle série comique d'une demi-heure écrite par Rob McElhenney, Megan Ganz et Charlie Day, qui seront également de producteurs exécutifs aux côtés de Michael Rotenberg, Nicholas Frenkel, Gérard Guillemot, Jason Altman et Danielle Kreinik. Les sociétés de production impliquées dans la série sont RCG Productions, 3 Arts Entertainment et Ubisoft Film & Television,. Il s'agit de la première série live d'Ubisoft.
Ubisoft, a aidé au développement de la série, en effet, Rob McElhenney a déclaré que le concept de la série était issu d'une discussion qu'il avait eue avec le développeur sur la production d'une émission de télévision autour des jeux vidéo. Rob McElhenney a par la suite été invité à Ubisoft Montréal pour discuter du projet. Par la suite, Ubisoft a aidé à concevoir les personnages du jeu vidéo ainsi que l'univers de la série. Ubisoft a également aidé les scénaristes avec des détails sur le développement de jeux vidéo de façon à rester authentiques concernant l'approche de la série sur l'industrie du jeu vidéo.
Le 15 mai 2020, la plateforme a annoncé la sortie d'un épisode spécial tourné à l'iPhone, en lien avec la pandémie de Covid-19, l'épisode fut mis en ligne le 22 mai 2020, il est considéré à la fois comme un épisode spécial, mais également comme le 10e épisode de la première saison.
Le 7 avril 2021 Deadline révèle qu'Apple TV+ sortira le 16 avril 2021 un second épisode spécial (l'épisode 11 de la saison 1) pour aller avec le premier, et faire le lien avec la seconde saison. Celui-ci devrait aborder le retour au travail après le confinement de l'épisode 10.
Le programme est officiellement renouvelé pour une troisième et une quatrième saison par Apple TV+ le 21 octobre 2021, à la suite de l'annonce, Rob McElhenney révèle que la saison 3 devrait sortir en 2022 avant la saison 3 de Ted Lasso, lors de la San Diego Comic Con de 2022 un premier teaser est révélé, ainsi que le nombre d'épisodes, 10 pour cette saison, et il est annoncé que la diffusion débutera vers l'automne suivant,,.

### Attribution des rôles
Parallèlement à l'annonce initiale de la série, il a été confirmé que Rob McElhenney jouerait dans la série. Le 1er février 2019, il a été annoncé que F. Murray Abraham, Imani Hakim, David Hornsby, Danny Pudi, Ashly Burch, Charlotte Nicdao et Jessie Ennis avaient rejoint le casting de la série.
Anthony Hopkins a été pris comme narrateur pour l'épisode Everlight en avril 2021.
Également en avril 2021, en parallèle à la sortie de la bande-annonce de la saison 2, Apple TV+ a annoncé que Humphrey Ker, Chris Naoki Lee et Jonathan Wiggs faisaient partie de la distribution de cette seconde saison, avec en invités Snoop Dogg et Derek Waters.

### Tournage
En mars 2019, le New York Times a rapporté que le tournage de la première saison était terminé.
La seconde saison de la série était en tournage avant d'être interrompue par l'arrêt des tournages ordonné par Apple TV+, pour la sécurité de ses employés en avril 2020, à cause de la propagation de la Covid-19.
Cependant, les acteurs ont pu reprendre leurs rôles depuis chez eux pour tourner l'épisode spécial confinement, qui se fit avec l'aide de nombreux iPhones et AirPods offert par la société mère. Il est possible de voir les conditions de travail à domicile de certains des acteurs via leurs réseaux sociaux. L'épisode spécial, intitulée Mythic Quest : Quarantaine, a été écrit, tournée et monté en seulement trois semaines, le tout à distance pendant la pandémie de Covid-19.
Le 11 novembre 2020, il a été signalé que la production de la deuxième saison avait été suspendue après des tests Covid-19 positifs sur plusieurs des membres de l'équipe de production,. En mars 2021, Variety a signalé que 26 membres de l'équipe technique de Mythic Quest sont tombés malades du Covid-19, ce qui en fait « Le plus gros cluster pour un tournage de série à Los Angeles ».
En mai 2021, Première publia une interview de Rob McElhenney et Charlotte Nicdao qui jouent les deux personnages principaux de la série, évoquant notamment les difficultés de tournage en temps de pandémie avec notamment les cas positifs, les deux épisodes spéciaux imprévus et le fait que le Covid n'est plus présent à partir de la saison 2.

### Sortie
Le 10 juin 2019, un premier teaser de la série a été présenté par Rob McElhenney lors de la conférence de presse de l'E3 2019 sur le stand d'Ubisoft, où il a annoncé que Mythic Quest serait présenté plus en détail à l'automne 2019, et le 18 décembre, il est annoncé que la série démarrerait le 7 février 2020.
La série a été renouvelée pour une seconde saison le 18 janvier 2020, c'est-à-dire avant même que la première saison ne soit sortie.
Les épisodes 10 et 11 de la saison 1 sont des épisodes spéciaux liés à la crise du Covid-19, et sortis respectivement le 22 mai 2020, et le 16 avril 2021.
En février 2021, il a été révélé que la deuxième saison commencerait sa diffusion sur la plateforme le 7 mai 2021.
Le programme est officiellement renouvelé pour deux saisons supplémentaire par Apple TV+ le 21 octobre 2021, début 2022 il est annoncé que la saison 3 sortira durant l'année, tandis que lors de la Comic Con de 2022 elle est annoncée pour commencer sa diffusion en automne suivant.

## Épisodes
| Saison | Saison            | Nombre d'épisodes | Diffusion originale | Diffusion originale |
| Saison | Saison            | Nombre d'épisodes | Début de saison     | Fin de saison       |
| ------ | ----------------- | ----------------- | ------------------- | ------------------- |
|        | 1                 | 9                 | 7 février 2020      | 7 février 2020      |
|        | Épisodes spéciaux | 2                 | 22 mai 2020         | 16 avril 2021       |
|        | 2                 | 9                 | 7 mai 2021          | 25 juin 2021        |
|        | 3                 | 10                | 11 novembre 2022    | 6 janvier 2023      |
|        | 4                 | 10                | 29 janvier 2025     | 26 mars 2025        |

### Saison 1 (2020)
La première saison est présentée comme « Le festin du corbeau », et fut mise en ligne dans son intégralité le 7 février 2020, elle est composée de neuf épisodes d'environ 30 minutes.
| no | Titre français        | Titre original       | Réalisé par                         | Écrit par                                  | Durée  |
| -- | --------------------- | -------------------- | ----------------------------------- | ------------------------------------------ | ------ |
| 1  | Pilote                | Pilot                | David Gordon Green                  | Charlie Day, Megan Ganz, et Rob McElhenney | 28 min |
| 2  | Le Casino             | The Casino           | Todd Biermann et David Gordon Green | David Hornsby                              | 24 min |
| 3  | Dîner privé           | Dinner Party         | Todd Biermann                       | Megan Ganz                                 | 24 min |
| 4  | La Convention         | The Convention       | David Gordon Green                  | John Howell Harris                         | 30 min |
| 5  | Dark Quiet Death      | A Dark Quiet Death   | Rob McElhenney                      | Katie McElhenney                           | 35 min |
| 6  | Personnage non-joueur | Non-Player Character | LP                                  | David Hornsby                              | 26 min |
| 7  | Mort permanente       | Permadeath           | Todd Biermann                       | Aparna Nancherla et Ashly Burch            | 29 min |
| 8  | Brendan               | Brendan              | Pete Chatmon                        | Megan Ganz                                 | 31 min |
| 9  | Mer de sang           | Blood Ocean          | Catriona McKenzie                   | Megan Ganz et Rob McElhenney               | 30 min |

### Épisodes spéciaux (2020-21)
L'épisode 10, baptisé « En confinement », est sorti le 15 mai 2020, tandis que l'épisode 11 « Everlight », fut mis en ligne le 16 avril 2021, ces épisodes font le lien avec la pandémie vécue dans le monde réel durant cette période.
| no | Titre français | Titre original           | Réalisé par    | Écrit par                                   | Durée  | Date de sortie |
| -- | -------------- | ------------------------ | -------------- | ------------------------------------------- | ------ | -------------- |
| 10 | En confinement | Mythic Quest: Quarantine | Rob McElhenney | Megan Ganz, David Hornsby et Rob McElhenney | 25 min | 22 mai 2020    |
| 11 | Everlight      | Mythic Quest: Everlight  | Rob McElhenney | Ashly Burch                                 | 31 min | 16 avril 2021  |

### Saison 2 (2021)
La diffusion de la seconde saison a débuté le 7 mai 2021 avec ses deux premiers épisodes, et n'a pas de nom complémentaire, comme la première saison. Elle est composée de neuf épisodes d'environ 30 minutes.
| no | Titre français       | Titre original   | Réalisé par    | Écrit par                                   | Durée  | Date de sortie |
| -- | -------------------- | ---------------- | -------------- | ------------------------------------------- | ------ | -------------- |
| 1  | La faille des Titans | Titans' Rift     | Pete Chatmon   | Megan Ganz, David Hornsby et Rob McElhenney | 25 min | 7 mai 2021     |
| 2  | Le cabri zarbi       | Grouchy Goat     | Pete Chatmon   | Megan Ganz, David Hornsby et Rob McElhenney | 27 min | 7 mai 2021     |
| 3  | #MiamMiam            | #YumYum          | Angela Barnes  | John Howell Harris                          | 27 min | 14 mai 2021    |
| 4  | Breaking Brad        | Breaking Brad    | Angela Barnes  | Keyonna Taylor                              | 24 min | 21 mai 2021    |
| 5  | Signez, SVP          | Please Sign Here | Megan Ganz     | Katie McElhenney                            | 26 min | 28 mai 2021    |
| 6  | Trame de fond        | Backstory!       | Rob McElhenney | Craig Mazin                                 | 37 min | 4 juin 2021    |
| 7  | Peter                | Peter            | Todd Biermann  | Humphrey Ker                                | 30 min | 11 juin 2021   |
| 8  | L'attaque            | Juice Box        | Todd Biermann  | Megan Ganz, David Hornsby et Rob McElhenney | 24 min | 18 juin 2021   |
| 9  | À définir            | TBD              | Todd Biermann  | Randall Valdez-Castillo                     | 29 min | 25 juin 2021   |

### Saison 3 (2022)
Le programme est officiellement renouvelé pour une troisième saison par Apple TV+ le 21 octobre 2021, elle a commencé sa diffusion le 11 novembre 2022 et comporte 10 épisodes.
| no | Titre français            | Titre original            | Réalisé par                 | Écrit par                                   | Durée  | Date de sortie   |
| -- | ------------------------- | ------------------------- | --------------------------- | ------------------------------------------- | ------ | ---------------- |
| 1  | Au firmament              | Across the Universe       | Rob McElhenney              | Megan Ganz, David Hornsby et Rob McElhenney | 26 min | 11 novembre 2022 |
| 2  | Associés                  | Partners                  | Rob McElhenney              | Megan Ganz, David Hornsby et Rob McElhenney | 23 min | 11 novembre 2022 |
| 3  | Force de frappe           | Crushing It               | Steve Welch                 | Naomi Ekperigin                             | 24 min | 18 novembre 2022 |
| 4  | Les deux Jo               | The Two Joes              | Nina Pedrad                 | John Howell Harris                          | 22 min | 23 novembre 2022 |
| 5  | Playpen                   | Playpen                   | Danny Pudi                  | Kyle Mack                                   | 23 min | 2 décembre 2022  |
| 6  | Les 12 heures de Noël     | The 12 Hours of Christmas | David Hornsby               | Humphrey Ker                                | 26 min | 9 décembre 2022  |
| 7  | Sarian                    | Sarian                    | Megan Ganz et Todd Biermann | Katie McElhenney                            | 28 min | 16 décembre 2022 |
| 8  | Attrape-souris            | To Catch a Mouse          | Ashly Burch                 | Emma DePaulo Reid                           | 23 min | 23 décembre 2022 |
| 9  | L'année de Phil           | The Year of Phil          | Todd Biermann               | Ashly Burch                                 | 22 min | 30 décembre 2022 |
| 10 | Pizza aux ailes de poulet | Buffalo Chicken Pizza     | Heath Cullens               | Davis Kop                                   | 27 min | 6 janvier 2023   |

### Saison 4 (2025)
Le programme est officiellement renouvelé pour une quatrième saison par Apple TV+ le 21 octobre 2021.
| no | Titre français           | Titre original            | Réalisé par      | Écrit par                  | Durée  | Date de sortie  |
| -- | ------------------------ | ------------------------- | ---------------- | -------------------------- | ------ | --------------- |
| 1  | Limites                  | Boundaries                | Todd Biermann    | Megan Ganz & David Hornsby | 28 min | 29 janvier 2025 |
| 2  | 1 000 %                  | 1000%                     | Charlotte Nicdao | David Hornsby              | 24 min | 29 janvier 2025 |
| 3  | Révélations              | Breakthrough              | Todd Biermann    | John Howell Harris         | 24 min | 5 février 2025  |
| 4  | Le Festin du Félon       | The Villain's Feast       | Megan Ganz       | Megan Ganz & Humphrey Ker  | 32 min | 12 février 2025 |
| 5  | Deuxième squelette       | Second Skeleton           | Ashly Burch      | Ashly Burch                | 26 min | 19 février 2025 |
| 6  | Le Poisson et la Baleine | The Fish and the Whale    | Heath Cullens    | Brian Keith Etheridge      | 23 min | 26 février 2025 |
| 7  | Là où tout se passe      | The Room Where It Happens | Imani Hakim      | Amelie Gillette            | 28 min | 5 mars 2025     |
| 8  | Changement d'image       | Rebrand                   | Todd Biermann    | Elisha Henig               | 27 min | 12 mars 2025    |
| 9  | Téléphone                | Telephone                 | Danny Pudi       | AAsmita Paranjape          | 21 min | 19 mars 2025    |
| 10 | Enfer et Paradis         | Heaven and Hell           | Ashly Burch      | Javier Scott               | 24 min | 26 mars 2025    |

## Accueil

### France
Sur Allociné, la série dans son ensemble obtient une moyenne de 3,6 sur 5 pour les spectateurs avec plus de 150 notes et 3,7 sur 5 pour la presse.
Sur Sens Critique la série obtient une moyenne de 6,7 sur 10 avec 520 notes.
En février 2020, Presse-Citron, affirme que la série « surprend par son humour et sa qualité d’écriture », et qu'il s'agit selon eux d'une « pépite qu’on n’avait pas vraiment vu venir », l'article se conclut en affirmant que le programme « vaut assurément le détour », plus tard dans le mois, Première fera sa critique de la série en parlant de « première pépite surprise d'Apple TV+ », la décrivant alors comme « une comédie de bureau pure et dure, un brin loufoque », « jonglant brillamment entre un humour cinglant et moments d'émotion beaucoup plus touchants ».
En juin suivant, Le Monde décrivait la série comme une « satire contemporaine et désopilante du monde du travail ».
Le 16 avril 2021, à l'occasion de la sortie de l'épisode Everlight, Première refait une critique de la série notamment en parlant d'une « excellente comédie de bureau », « de personnages fun et diablement attachants », et évoque l'épisode du retour au bureau en disant qu'il est « la synthèse de l'esprit pop solaire et optimiste, qui illumine Mythic Quest ».
Le 7 mai 2021, jour du début de diffusion de la seconde saison, Télérama en fit la critique en titrant, « les affres de la création de jeux vidéo, un régal en sitcom », parlant d'une série qui n'a pas peur de regarder en face les problèmes qui sont liés au monde du jeu vidéo, l'article évoque également les passages plus sérieux de la série notamment l'épisode 5 de la saison 1, affirmant que la série « devient passionnante quand elle prend le risque de sortir de son cahier des charges comique ». En conclusion l'hebdomadaire met la note de deux T (soit « on aime beaucoup »),.
Le même jour, Allociné fit un article intitulé « pourquoi il faut rattraper cette série hilarante sur le monde des jeux vidéo », saluant notamment le développement des personnages de la série et leur interprétation. L'article se conclut en disant que « Mythic Quest transcende l'aspect vidéoludique de son univers et creuse encore plus la psychologie de ses personnages dans la saison 2 ».
Fin mai 2021 le Journal du Geek lui attribue la note de 4,5/5, et affirme « cette deuxième saison, encore plus réussie que la première salve d’épisode ».

### Monde
Le site Rotten Tomatoes a signalé une note d'approbation de 90 %, basée sur 39 avis, avec une note moyenne de 7,66/10 pour la première saison, la seconde saison obtient le score de 100 % basé sur 32 critiques.
Metacritic, a attribué une note de 73 sur 100 sur la base des avis de 12 critiques de presse, indiquant "des critiques généralement favorables". Les téléspectateurs ont quant à eux attribué la note de 6,2/10 en 70 notes, la seconde saison obtient quant à elle les notes de 73 et 6,8 respectivement pour la presse (9 avis) et les spectateurs (12 notes).
Les utilisateurs du site IMDb attribuent à la série dans sa globalité une note moyenne de 7,7 sur 10 avec plus de 22 200 votes.

### Distinctions
| Année | Cérémonie                               | Catégorie                                                                                  | Nommé(e)(s) | Résultat | Réf.   |
| ----- | --------------------------------------- | ------------------------------------------------------------------------------------------ | --- | -------- | ------ |
| 2021  | Primetime Creative Arts Emmy Awards     | Meilleure narration                                                                        | Anthony Hopkins (S1 ; ép 11) | Nommé    | [ 54 ] |
| 2021  | Primetime Creative Arts Emmy Awards     | Meilleur montage sonore pour une série comique, dramatique ou d’animation d’une demi-heure | Matthew E. Taylor, Sean Heissinger, Pete Nichols, Matthew Wilson, David Jobe, Joe Deveau, Jody Holwadel Thomas and Elizabeth Rainey (S1 ; ép 11) | Nommés   | [ 54 ] |
| 2021  | Television Critics Association Awards   | Meilleur réalisation pour une série comique                                                | Mythic Quest | Nommé    | [ 55 ] |
| 2021  | Television Critics Association Awards   | Meilleure performance individuelle                                                         | Charlotte Nicdao | Nommée   | [ 55 ] |
| 2021  | Hollywood Critics Association TV Awards | Meilleure série en streaming ; comédie                                                     | Mythic Quest | Nommé    | [ 56 ] |
| 2021  | Hollywood Critics Association TV Awards | Meilleur acteur dans une série en streaming ; comédie                                      | Rob McElhenney | Nommé    | [ 56 ] |
| 2021  | Hollywood Critics Association TV Awards | Meilleur acteur dans un second rôle dans une série de streaming ; comédie                  | Danny Pudi | Nommé    | [ 56 ] |

## Produits dérivés

### Jeu vidéo
À la suite de l'épisode Dark Quiet Death, un mini-jeu est réellement sorti en version bêta accessible à tous sur internet et uniquement pour les ordinateurs. Le jeu est en anglais avec le même style graphique et le même concept que dans la série.
Site officiel : (en) Dark Quiet Death

### Livre
Inspiré du roman Tears of the Anaren (ou Les larmes de l’Anaren en français) de C.W. dans l'épisode Trame de fond, un livre virtuel éponyme de 28 pages uniquement en anglais, est sorti sur l'application Livres d'Apple le 1er juin 2021 aux éditions Lions Gate Television,. La version audio dure environ 45 minutes et est raconté par C.W. Longbottom (F. Murray Abraham) et Ian Grimm (Rob McElhenney).
Site officiel : (en) Tears of the Anaren sur Apple Books

### Autres
Divers produits dérivés issus des aventures de Mythic Quest et son équipe de développeurs sont disponibles sur l'Ubisoft Store, il s'agit principalement de mugs, de t-shirts ou de casquettes issus de la série en générale ou plus spécifiquement des épisodes Dark Quiet Death, Everlight et Le cabri zarbi par exemple. Certains mettent également en avant des personnages de la série comme Roscoe, l'Homme masqué, le cabri zarbi (Grouchy Goat en anglais) ou encore le héros de la légende d'Everlight.
Site officiel : (en) Ubisoft Store - Mythic Quest

#### La série
- (en) Mythic Quest sur Apple TV+
- Mythic Quest sur Apple TV+
- Ressources relatives à l'audiovisuel :   - Allociné
  - IMDb
  - LUMIERE
  - Rotten Tomatoes

#### Produits dérivés
- (en) Ubisoft Store - Mythic Quest (produits dérivés)
- (en) Dark Quiet Death (jeu)
- (en) Tears of the Anaren sur Apple Books (livre)